# Сан-Хосе (замок)
Замок Сан-Хосе (исп. The Castillo de San José) — историческая крепость и художественный музей в Арресифе на Канарском острове Лансароте.

## История
Форт был построен между 1776 и 1779 годами на случай нападения пиратов, а также как проект общественных работ, чтобы обеспечить столь необходимую работу во время голода и бедности на острове. Он стал широко известен как Крепость Голода (исп. The Castillo de San José). Голод был вызван рядом факторов, включая периоды засухи и более раннее извержение вулкана Тиманфайи между 1730 и 1736 годами, в результате чего была опустошена большая часть продуктивных сельскохозяйственных угодий на острове. Карл III Испанский, обеспокоенный бедственным положением островитян, приказал построить крепость.
Расположенный на скале над портом Наоса, форт в форме буквы D имеет полукруглые стены, обращенные к морю. Со стороны суши задняя стена защищена двумя небольшими башенками, а ров пересекает подъемный подъемный мост, ведущий к главным воротам. Крепость построена из каменных и тесаных блоков вулканического происхождения. Интерьер, состоящий из комнат с бочкообразным сводом, в основном использовался как пороховой склад.

## Международный музей современного искусства
В 1970-х годах крепость была отремонтирована, а интерьер переработан художником Сезаром Манрике, родившимся поблизости, для размещения музея современного искусства. Музей открылся для публики в 1976 году как Международный музей современного искусства (исп. Museo Internacional de Arte Contemporaneo , сокращенно MIAC).
Экспонаты в основном относятся к периоду между 1950 и 1980 годами, с акцентом на различные формы абстрактного искусства, такие как современная скульптура, кинетическое искусство и геометрическая абстракция. Работы в основном написаны испанскими художниками, в том числе Жоаном Миро, Антони Тапиесом, Эусебио Семпере и группой Эль-Пасо, один раздел также посвящен канарскому художнику Панчо Лассо.
Внутренний двор также используется как место для демонстрации уличных скульптур и рисунков. Под музеем пристройка к форту была отремонтирована и превращена в ресторан, оба соединены винтовой лестницей. Из столовой с изогнутыми окнами от пола до потолка открывается панорамный вид на гавань и доки внизу.

## Галерея

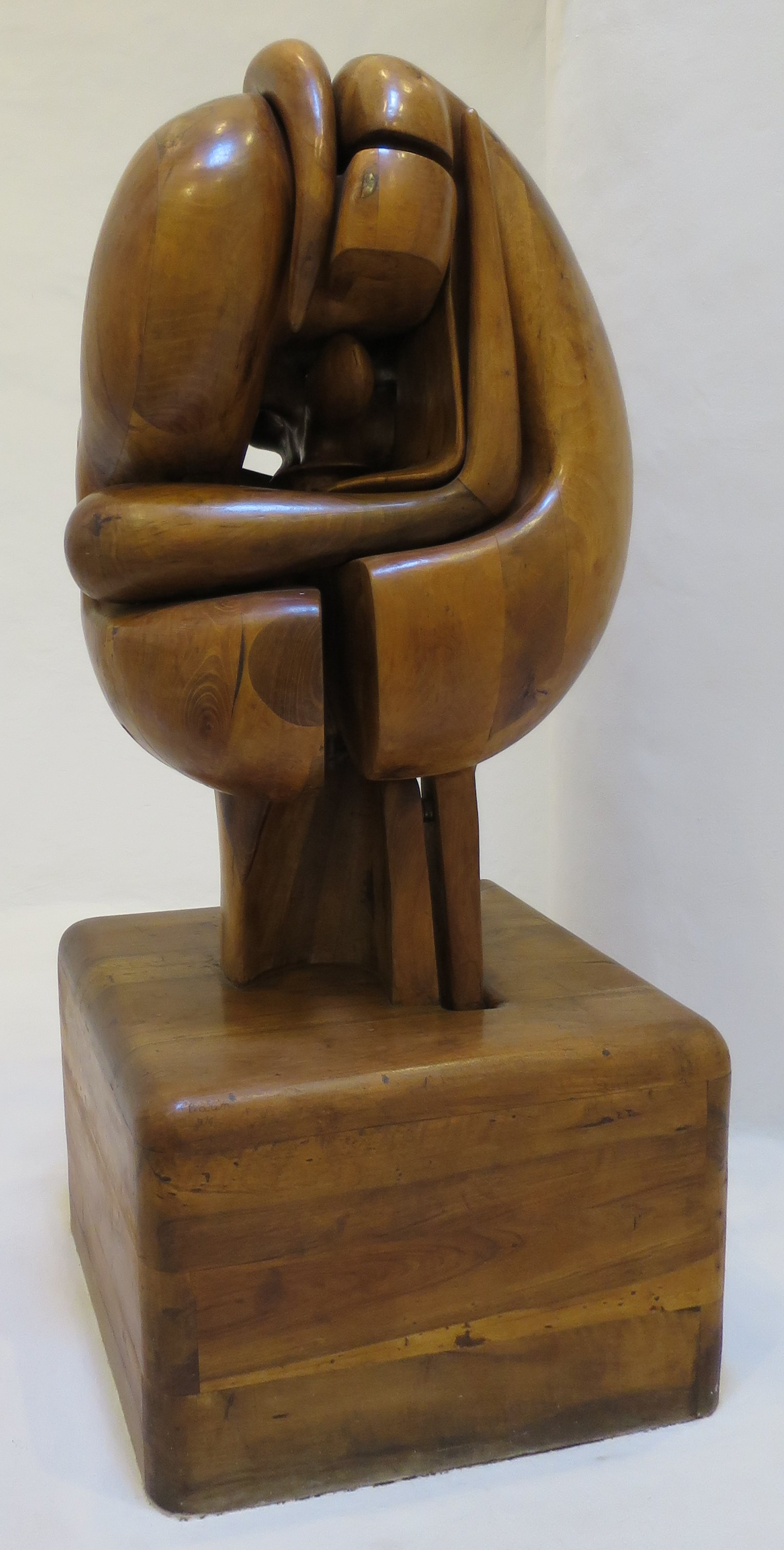
Семя (Франсиско Барон, 1976)
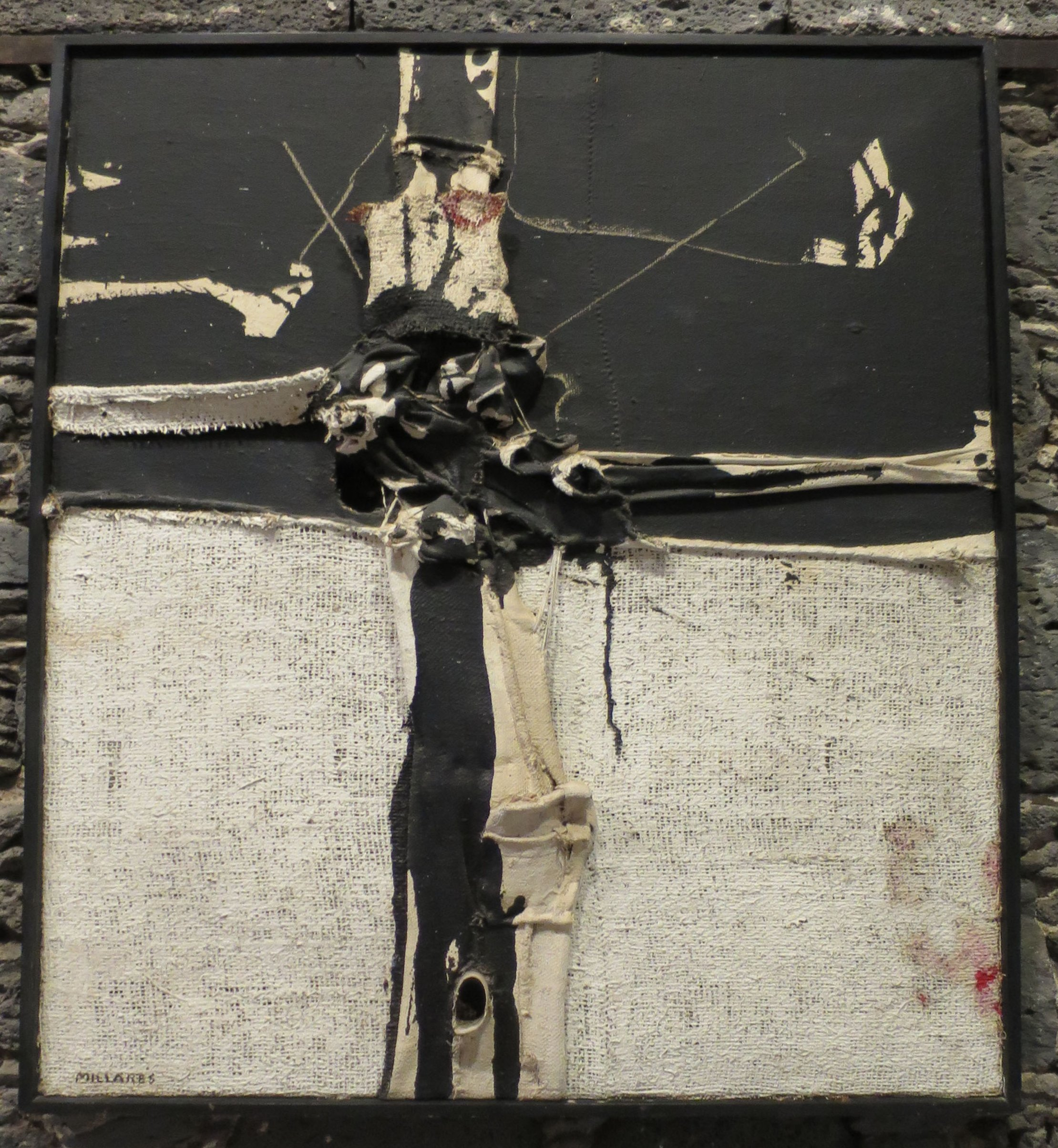
Таблица 201 (Мануэль Милларес, 1962 г.)
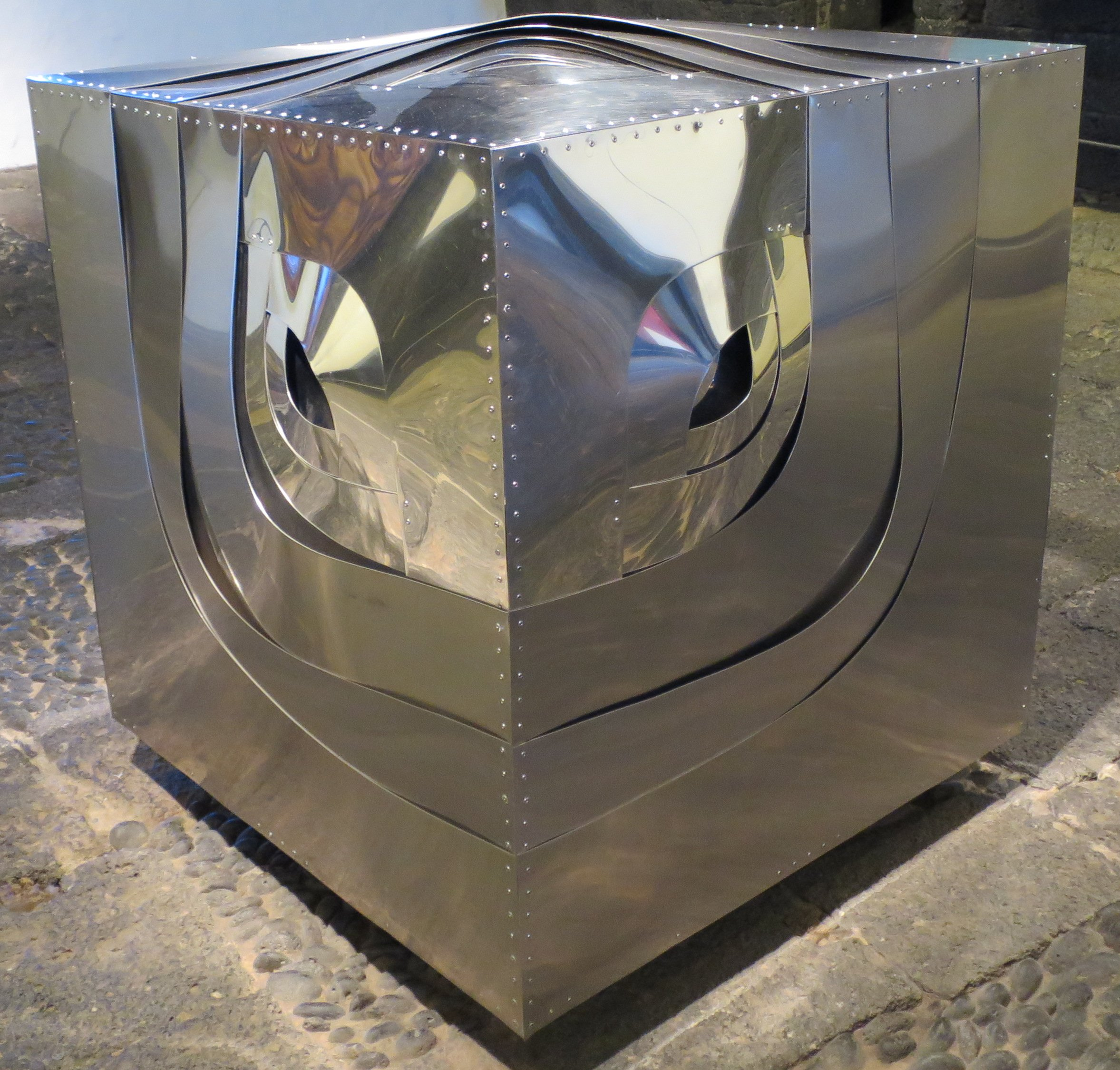
Близнецы III (Амадео Габино, 1975)
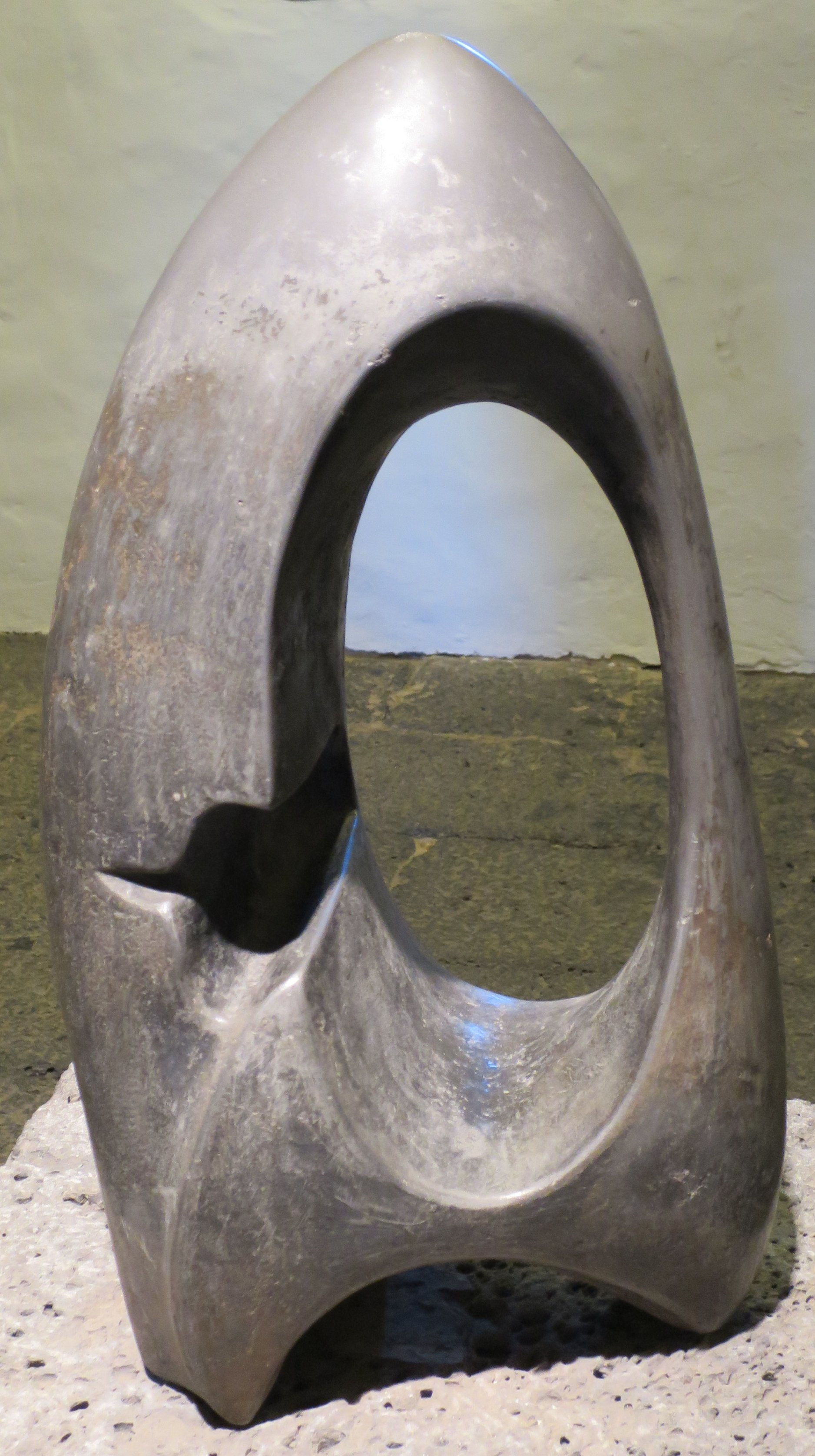
Формы молчания (Мария Белен Моралес, 1976)
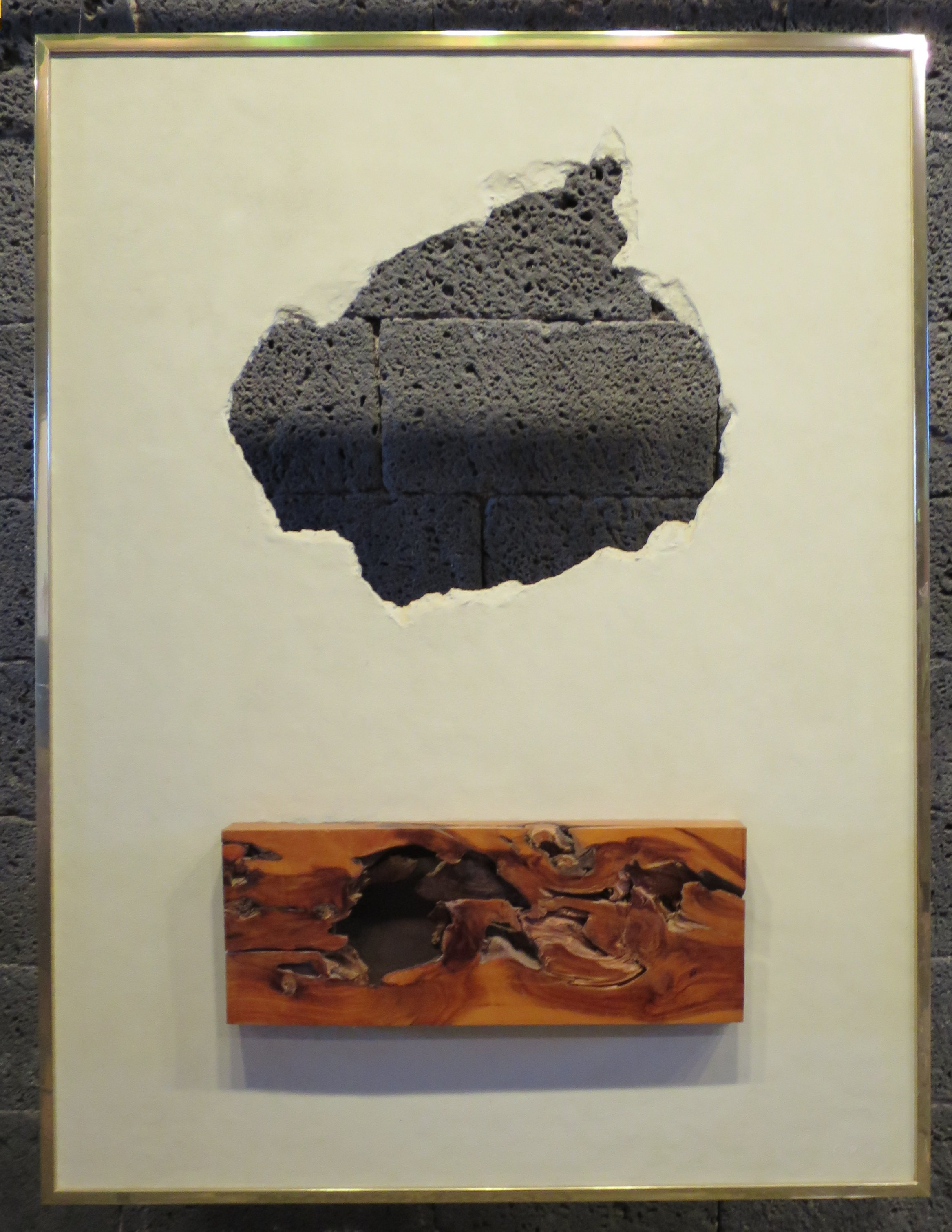
«Белый с дыркой и деревом Сабина» (Густаво Торнер, 1963)